# Пакетбот

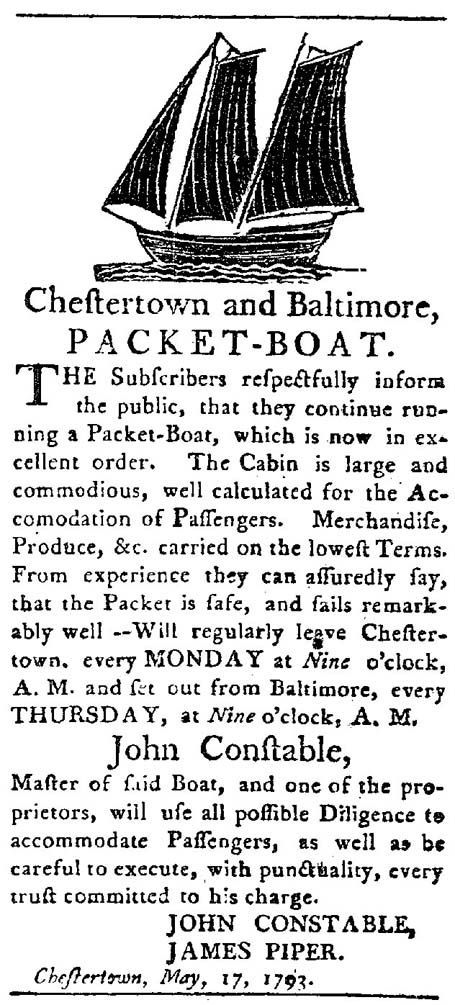

Пакетбот (нід. pakketboot, англ. packet boat - поштове судно) — невелике двощоглове вітрильне судно для перевезення пошти, вантажів та пасажирів в XVIII-XIX століттях.
Озброєння — 12-16 гармат малого та середнього калібру. 
В XIX столітті замінені паровими пакетботами.